# Lukas von Breda

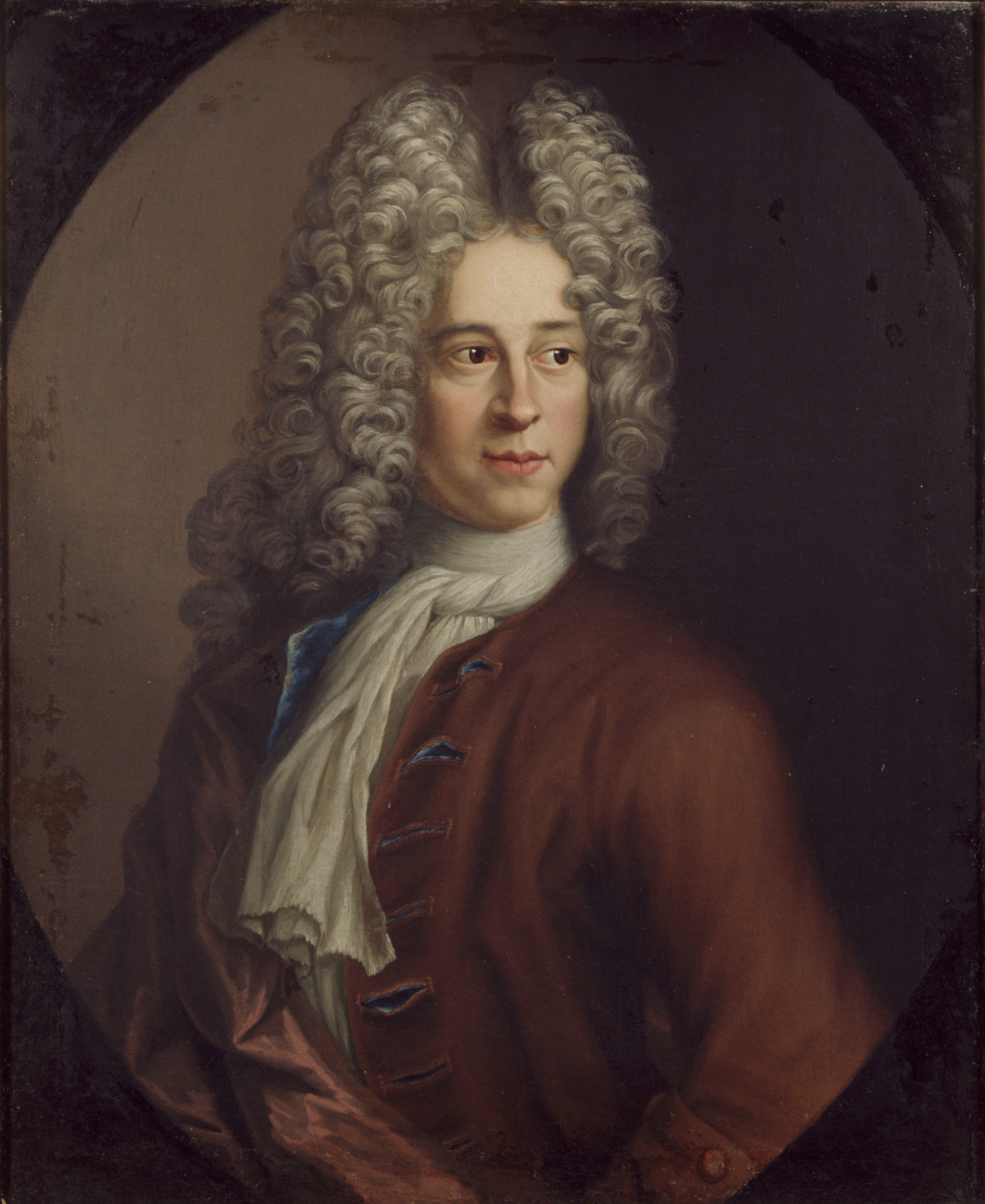
Lukas von Breda

Lukas von Breda, der Ältere (auch Lucas van Breda, Lucas de Breda; * 18. April 1676 in Stockholm; † 9. April 1752 ebenda), war ein schwedischer Porträt-, Historien- und Landschaftsmaler.

## Leben
Lukas von Breda, der Ältere, auch bekannt als Lucas van Breda oder Lucas de Breda, wurde am 18. April 1676 in Stockholm, Schweden geboren. Seine Eltern waren der nach Schweden eingewanderte Porträtmaler Pieter von Breda aus Brabant und Alida Hidding. Er erhielt seine Ausbildung als Porträt- und Historienmaler im Kunstkreis Martinus Mijtens.
1697 unternahm er seine erste Auslandsreise. 1704 reiste er über Deutschland und die Niederlande nach Frankreich, wo er den Stil des Porträtmalers Nicolas de Largilière studierte und ein hohes Maß an Virtuosität erlangte. 1712 kehrte er zurück nach Schweden. Seine Porträts waren begehrt, und er malte mehrere hochrangige Persönlichkeiten. Seine Bilder zeichnen sich durch eine starke und genaue Zeichnung aus mit dominierenden Farben Lackrot oder Violett. Dadurch unterschied er sich deutlich von seinen schwedischen Kollegen.
Er heiratete 1718 Elisabeth Buchholtz. Durch die Heirat wurde er Besitzer einer Seidenweberei und -färberei, die ihn zeitlich sehr in Anspruch nahm. So gab es schließlich nach 1725 fast keine Gemälde mehr von ihm. Sein Sohn ist der ebenfalls als Maler bekannt gewordene Lukas von Breda, der Jüngere und sein Enkel ist der bekannte Porträtmaler Carl Frederik von Breda.

## Werke (Auswahl)

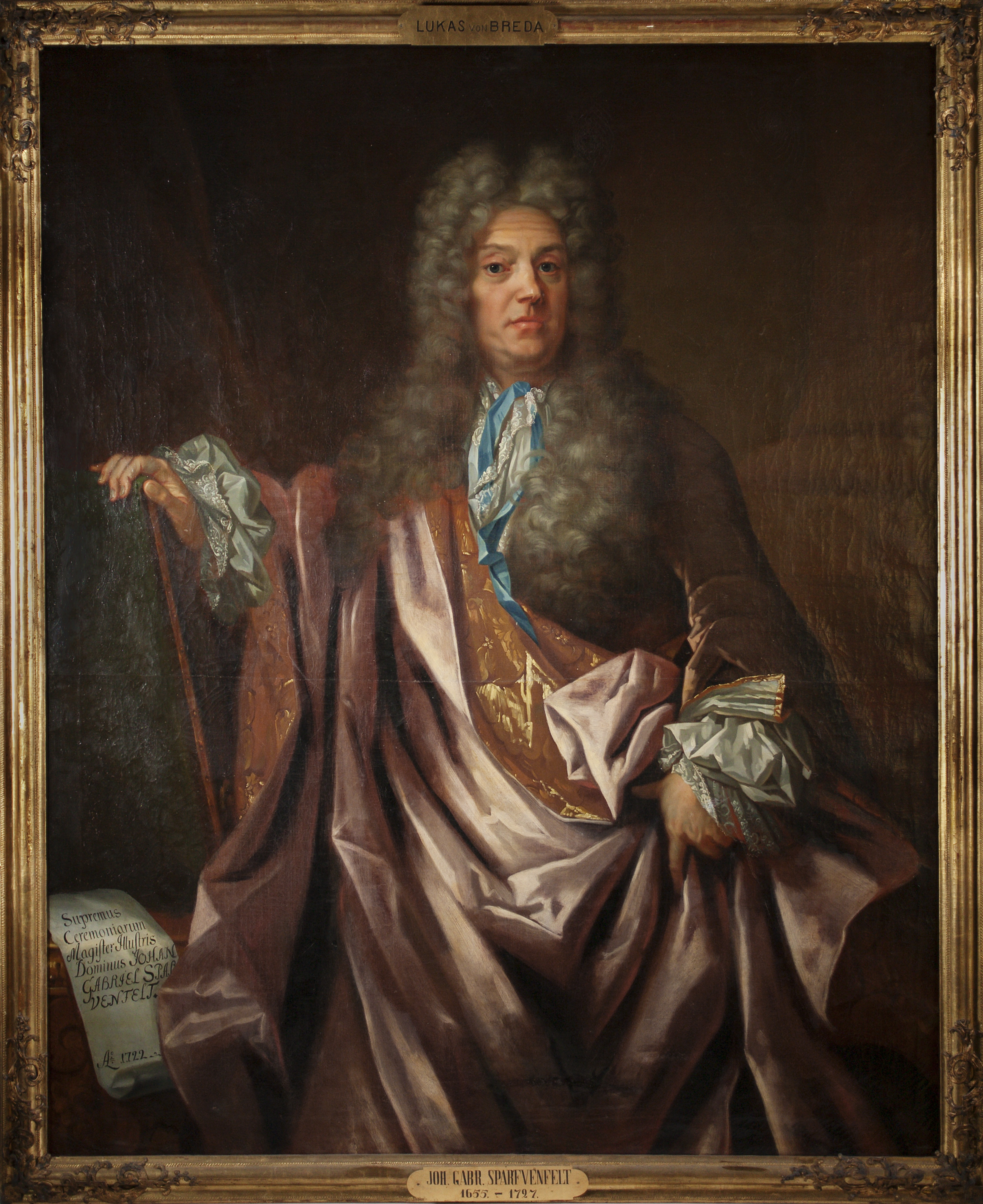
Porträt von Johan Gabriel Sparwenfeld, Fotografie des Gemäldes aus dem 18. Jahrhundert in der Bibliothek der Universität Uppsala
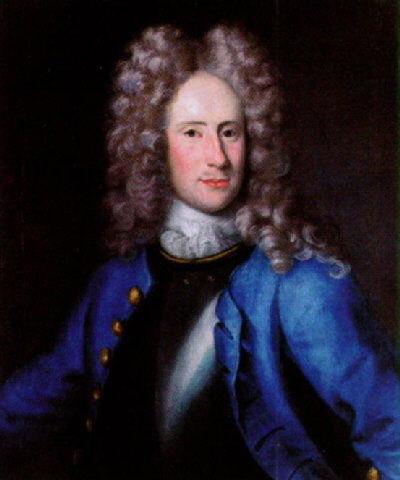
Porträt aus dem Jahr 1718 von Carl Oxenstierna af Eka och Lindö (1694–1719)